# عزبة سليم طوبجيان
قرية عزبة سليم طوبجيان هي إحدى القرى التابعة لمركز دمنهور في محافظة البحيرة في جمهورية مصر العربية. حسب إحصاءات سنة 2006، بلغ إجمالي السكان في عزبة سليم طوبجيان 965 نسمة، منهم 475 رجل و490 امرأة.